# Corinne Bailey Rae (album)
Corinne Bailey Rae l'album di debutto della cantautrice soul-jazz inglese omonima. L'album ha venduto 4 milioni e mezzo di copie, arrivando alla posizione numero uno nel Regno Unito.

## Tracce
Edizione standard
1. Like a Star (Corinne Bailey Rae) – 4:03
2. Enchantment (Rae, Rod Bowkett) – 3:57
3. Put Your Records On (Rae, John Beck, Steve Chrisanthou) – 3:35
4. Till It Happens to You (Rae, Pam Sheyne, Paul Herman) – 4:38
5. Trouble Sleeping (Rae, Beck, Chrisanthou) – 3:28
6. Call Me When You Get This (Rae, Steve Bush) – 5:04
7. Choux Pastry Heart (Rae, Teitur Lassen) – 3:57
8. Breathless (Rae, Marc Nelkin) – 4:15
9. I'd Like To (Rae, Tommy Danvers, Herman) – 4:08
10. Butterfly (Rae, Bowkett) – 3:53
11. Seasons Change (Rae, Steve Brown) – 4:55
12. Another Rainy Day (Rae) (Japanese/iTunes bonus track) – 3:15

Edizione speciale giapponese
1. Another Rainy Day
2. Emeraldine
3. Put Your Records On (Acoustic Version)
4. Like a Star (Acoustic Version)
5. CD-Rom Video 1
6. CD-Rom Video 2

Edizione speciale
1. Since I've Been Loving You (Put Your Records On DVD single)
2. Emeraldine (Like a Star CD 1)
3. Munich (Trouble Sleeping CD 1)
4. No Love Child (previously unreleased)
5. Enchantment (Amp Fiddler Remix) (Like a Star CD 2)
6. Venus as a Boy (Q magazine)
7. I'd Like To (Weekender Mix) (previously unreleased)
8. I Won't Let You Lie to Yourself (previously unreleased)
9. Another Rainy Day (Put Your Records On CD single)
10. Daydreaming (Like a Star CD 2)

## Formazione
- Corinne Bailey Rae - voce, cori, chitarra acustica, chitarra spagnola, tastiera addizionale, pianoforte, basso, sintetizzatore, percussioni, chitarra elettrica
- Livingston Brown - basso
- Steve Chrisanthou - chitarra acustica, programmazione, chitarra spagnola, pianoforte, organo Hammond, percussioni
- Aubrey Nunn - basso
- Tommy D. - tastiera, programmazione
- Mickey Lawrence - batteria, percussioni
- Kenny Higgins - basso
- Steve Brown - pianoforte, cori, Fender Rhodes, sintetizzatore, batteria elettronica
- Paul Siddal - tastiera
- Sam Dixon - basso
- Paul Herman - chitarra acustica, chitarra elettrica
- Andy Platts - pianoforte, Fender Rhodes, chitarra addizionale
- Colin Waterman - batteria
- Yvonne Ellis - programmazione
- John Beck - tastiera
- Jess Bailey - pianoforte, Fender Rhodes, organo Hammond
- Kenji Jammer - chitarra elettrica, chitarra acustica
- Justin Broad - programmazione
- John Ellis - glockenspiel, cori
- Malcolm Strachan - tromba
- Jason Rae - sassofono baritono, sax alto, flauto
- Jim Corry - sassofono tenore
- Cara Robinson - cori

## Classifiche
| Paese             | Posizione più alta |
| ----------------- | ------------------ |
| Australia         | 54                 |
| Austria           | 7                  |
| Belgio (Fiandre)  | 27                 |
| Belgio (Vallonia) | 51                 |
| Canada            | 8                  |
| Danimarca         | 18                 |
| Francia           | 26                 |
| Germania          | 18                 |
| Irlanda           | 2                  |
| Italia            | 13                 |
| Norvegia          | 39                 |
| Nuova Zelanda     | 6                  |
| Paesi Bassi       | 8                  |
| Polonia           | 35                 |
| Portogallo        | 18                 |
| Regno Unito       | 1                  |
| Spagna            | 11                 |
| Stati Uniti       | 4                  |
| Svezia            | 44                 |
| Svizzera          | 8                  |
| Ungheria          | 32                 |